# Campionatul Mondial de Atletism din 2023 - 4x100 m (masculin)
Proba masculină de ștafetă 4x100 de metri de la Campionatul Mondial de Atletism din 2023 a avut loc în perioada 25-26 august 2023 pe Centrul Național de Atletism din Budapesta, Ungaria.

## Program
Ora este ora Ungariei (UTC+1)
| Dată      | Oră   | Etapă      |
| --------- | ----- | ---------- |
| 25 august | 19:30 | Calificări |
| 26 august | 21:40 | Finala     |

## Rezultate

### Calificări
Primele trei echipe din fiecare serie s-au calificat în finală (C), alături de alte două echipe cu cel mai bun timp.
| Loc | Serie | Țară                       | Atleți                                                                 | Timp  | Note  |
| --- | ----- | -------------------------- | ---------------------------------------------------------------------- | ----- | ----- |
| 1   | 2     | Italia                     | Roberto Rigali, Marcell Jacobs, Lorenzo Patta, Filippo Tortu           | 37,65 | C     |
| 2   | 1     | Statele Unite ale Americii | Christian Coleman, Fred Kerley, Brandon Carnes, J.T. Smith             | 37,67 | C     |
| 3   | 1     | Jamaica                    | Ackeem Blake, Oblique Seville, Ryiem Forde, Rohan Watson               | 37,68 | C, SB |
| 4   | 1     | Japonia                    | Ryuichiro Sakai, Hiroki Yanagita, Yuki Koike, Abdul Hakim Sani Brown   | 37,71 | C, SB |
| 5   | 2     | Africa de Sud              | Shaun Maswanganyi, Benjamin Richardson, Clarence Munyai, Akani Simbine | 37,72 | C, SB |
| 6   | 1     | Franța                     | Méba-Mickaël Zeze, Pablo Matéo, Ryan Zeze, Mouhamadou Fall             | 37,98 | c, SB |
| 7   | 2     | Marea Britanie             | Jeremiah Azu, Adam Gemili, Jona Efoloko, Eugene Amo-Dadzie             | 38,01 | C     |
| 8   | 2     | Brazilia                   | Paulo André Camilo, Felipe Bardi, Erik Cardoso, Rodrigo do Nascimento  | 38,19 | c, SB |
| 9   | 2     | Nigeria                    | Favour Ashe, Usheoritse Itsekiri, Alaba Akintola, Seye Ogunlewe        | 38,20 | SB    |
| 10  | 2     | Canada                     | Aaron Brown, Jerome Blake, Brendon Rodney, Bolade Ajomale              | 38,25 |       |
| 11  | 2     | Elveția                    | Pascal Mancini, Bradley Lestrade, Felix Svensson, Enrico Güntert       | 38,65 |       |
| 12  | 1     | Trinidad și Tobago         | Omari Lewis, Jerod Elcock, Revell Webster, Devin Augustine             | 38,89 |       |
| 13  | 1     | Ungaria                    | Dominik Illovszky, Bence Boros, Dániel Szabò, Márk Pap                 | 39,55 | SB    |
| –   | 1     | Țările de Jos              | Nsikak Ekpo, Taymir Burnet, Hensley Paulina, Raphael Bouju             | NT    |       |
| –   | 1     | Germania                   | Kevin Kranz, Lucas Ansah-Peprah, Joshua Hartmann, Yannick Wolf         | NT    |       |
| –   | 2     | Polonia                    | Adam Burda, Mateusz Siuda, Łukasz Żak, Dominik Kopeć                   | NT    |       |

### Finala
Finala a avut loc pe 26 august.
| Loc | Culoar | Țară                       | Atleți                                                                 | Timp  | Note   |
| --- | ------ | -------------------------- | ---------------------------------------------------------------------- | ----- | ------ |
| 1   | 8      | Statele Unite ale Americii | Christian Coleman, Fred Kerley, Brandon Carnes, Noah Lyles             | 37,38 |        |
| 2   | 5      | Italia                     | Roberto Rigali, Marcell Jacobs, Lorenzo Patta, Filippo Tortu           | 37,62 | SB     |
| 3   | 6      | Jamaica                    | Ackeem Blake, Oblique Seville, Ryiem Forde, Rohan Watson               | 37,76 |        |
| 4   | 4      | Marea Britanie             | Jeremiah Azu, Zharnel Hughes, Adam Gemili, Eugene Amo-Dadzie           | 37,80 | SB     |
| 5   | 9      | Japonia                    | Ryuichiro Sakai, Hiroki Yanagita, Yuki Koike, Abdul Hakim Sani Brown   | 37,83 |        |
| 6   | 3      | Franța                     | Méba-Mickaël Zeze, Pablo Matéo, Ryan Zeze, Mouhamadou Fall             | 38,06 |        |
| 7   | 7      | Africa de Sud              | Shaun Maswanganyi, Benjamin Richardson, Clarence Munyai, Akani Simbine | NT    | NT     |
| 7   | 2      | Brazilia                   | Rodrigo do Nascimento, Jorge Vides, Erik Cardoso, Felipe Bardi         | DS    | TR24.7 |